# 裕元花園酒店
裕元花園酒店（英語：Windsor Hotel），為寶成國際集團旗下的五星級飯店，在台灣台中市、中華人民共和國廣東省東莞與中華人民共和國江蘇省昆山皆設立。
台中市裕元花園酒店於2005年建成的一棟地上26層高的飯店，佇立於24層樓高的寶成國際集團總部大樓旁，地址在台中市西屯區臺灣大道四號610號（統聯客運台中轉運站對面）。

## 交通
臺中市市區公車
- 台灣大道幹線 福安站：300、301、302、303、304、305、306、307、308
- 台中客運：28、49、57、60、69、88、藍10、藍11（安和臺灣大道口）
- 統聯客運：63、73、75、77、79、81、83、86、藍1
- 中台灣客運：150、155、155副
- 豐榮客運：48
- 和欣客運：161
- 巨業交通：168、169
- 豐原客運：63

週邊道路
- 中山高速公路
- 台灣大道
- 安和路

## 圖片集

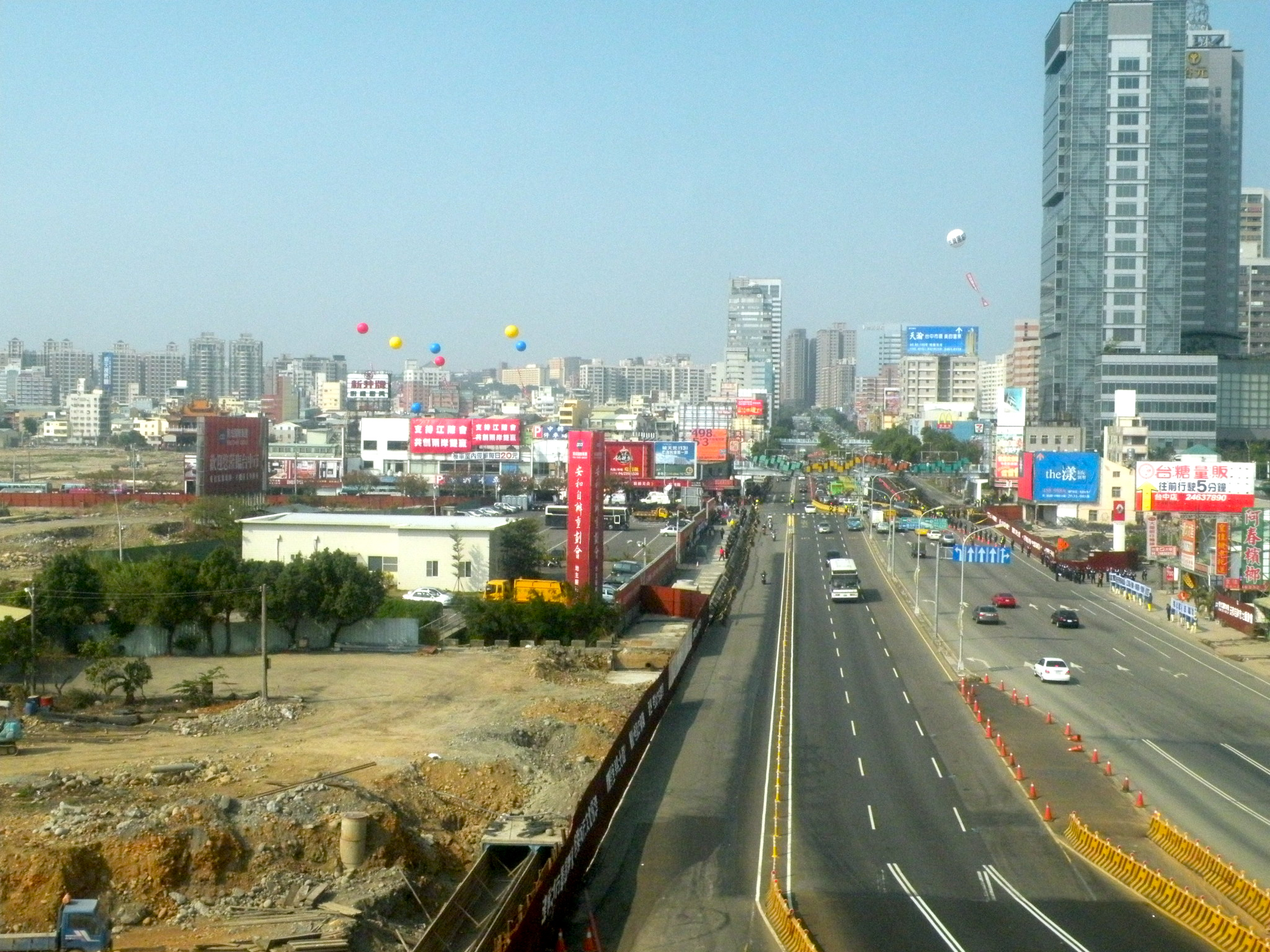
裕元花園酒店前都會景觀
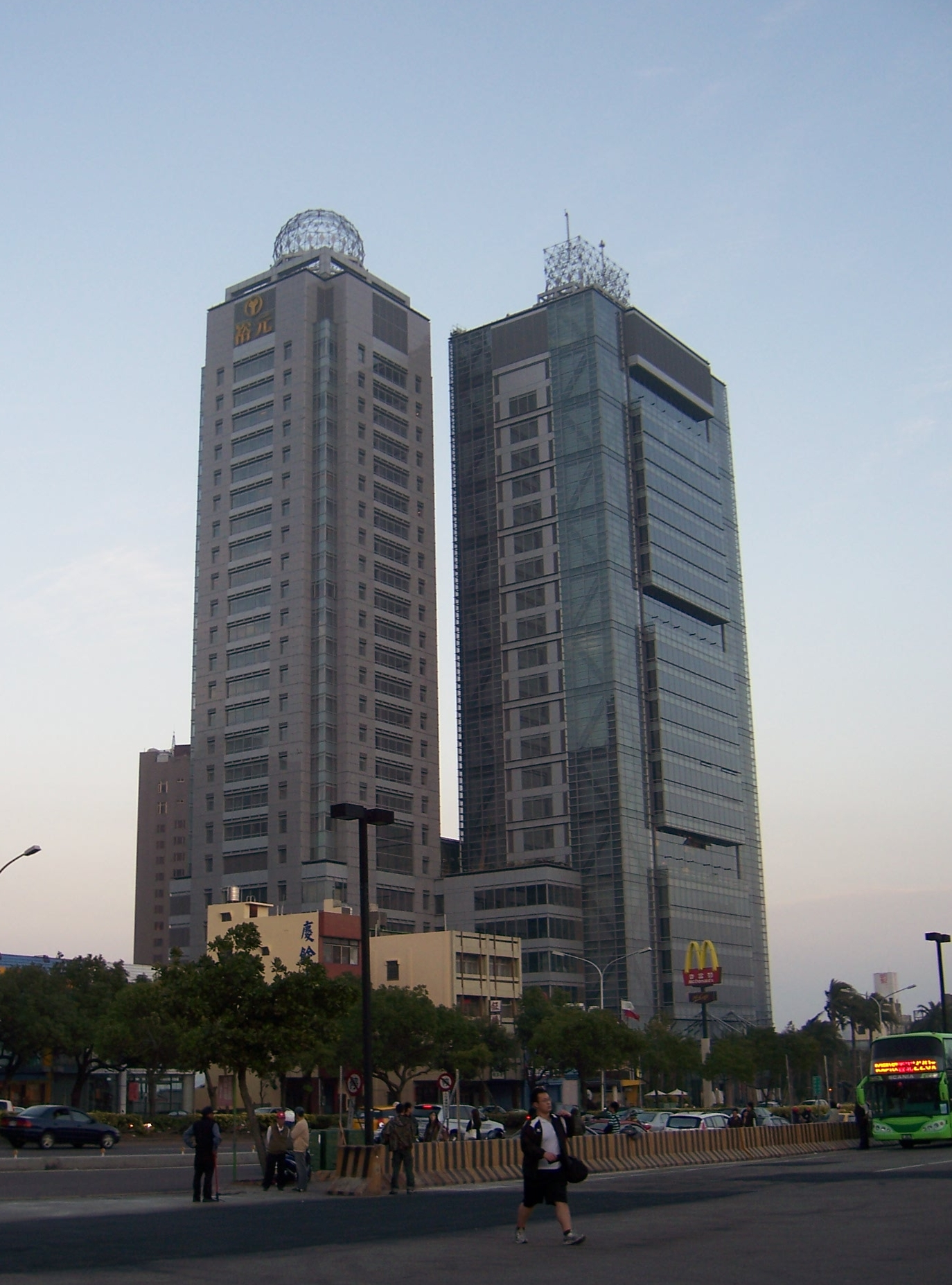
從台灣大道俯瞰裕元花園酒店
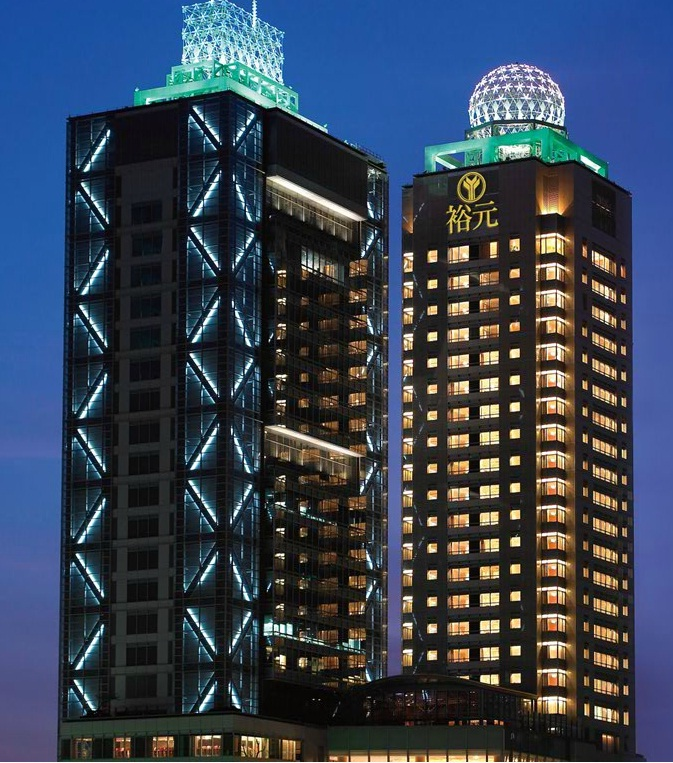
夜間的裕元花園酒店

## 外部連結
- 裕元花園酒店（页面存档备份，存于）
  - WINDSOR HOTEL TAICHUNG , TAIWAN 裕元花園酒店的Facebook專頁
- 裕元花園酒店 臺灣旅宿網（页面存档备份，存于）